# 컴퓨터 역사 박물관

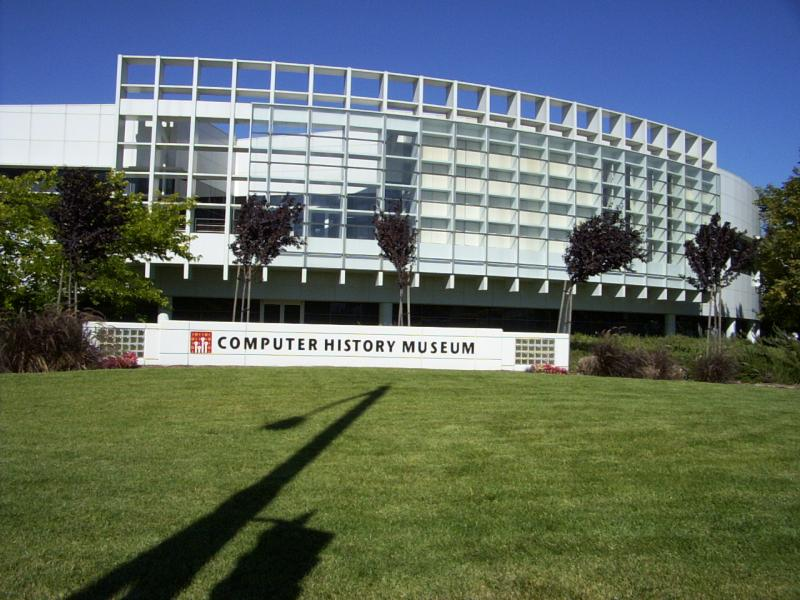
컴퓨터 역사 박물관.

컴퓨터 역사 박물관(Computer History Museum)은 미국 캘리포니아주 마운틴뷰에 위치한 박물관이다.
그 박물관의 기원은 1968년에 고든 벨이 역사 수집을 위한 탐색을 시작했고, 동시에 다른 사람들은 Whirlwined컴퓨터를 보존하려고 하는 것이었다. 그 결과 박물관 프로젝트는 1975년에 최초의 전시회를 열었는데, 그것은 DEC의 방 안에 있는 전시된 코트 옷장에 위치해 있었다. 1978년에, 이 박물관은 현재, 매사추세츠주 말버러에 있는 더 큰 DEC로비로, 디지털 컴퓨터 박물관으로 옮겨 갔다. 모리스 윌크스는 1979년에 TECM의 첫 강의를 발표했는데, 이러한 강연의 발표는 현재까지 계속되고 있다.
TDCM은 1982년에 컴퓨터 박물관(TCM)으로 통합되었다. 1984년에, TCM은 보스턴으로 옮겨 박물관에 위치해 있었다.
1996년에는 실리콘 밸리의 TCM역사 센터(TCC)가 설립되었으며, Moffett필드(이전 건물의 경우)는 NASA에서 제공한 낡은 건물(옛 건물의 옛 건물)이었으며, 수많은 유물이 TCM에서 출고되었다.
1999년에, TCC와 TCM이 통합된 것은 작동을 중단했고, 2000년에 나머지 공예품들을 TCC에 보냈다. 보스턴 과학 박물관은 보스턴 과학 박물관에 의해 보존되어 왔고, 2000년에는 컴퓨터 역사 박물관으로 명칭이 바뀌었다.
2002년에, CHM은 캘리포니아주 마운틴뷰의 1401번지에 위치한 새 건물을 개장했다.